# Gaylussacia oleifolia
Gaylussacia oleifolia là một loài thực vật có hoa trong họ Thạch nam. Loài này được Dunal mô tả khoa học đầu tiên năm 1839.